# فیل دیویس
فیل دیویس (انگلیسی: Phil Davis؛ زادهٔ ۳۰ ژوئیهٔ ۱۹۵۳) بازیگر، کارگردان و فیلم‌نامه‌نویس اهل بریتانیا است.
از فیلم‌ها یا برنامه‌های تلویزیونی که وی در آن نقش داشته‌است، می‌توان به آقای هولمز، ورا دریک، دختران سریع، کسب‌وکار، وایت‌چپل، آرزوهای دوردست، جولیت، برهنه، عکاسی از پریان، همپستد و صورت اشاره کرد.
دیویس در سال ۲۰۰۴ برای بازی در فیلمِ ورا دریک «جایزه انجمن منتقدان فیلم لندن برای بازیگر نقش مکمل مرد سال بریتانیا» را از آنِ خود کرد.